# Station Granville
Station Granville is een spoorwegstation in de Franse gemeente Granville.